# Anastazija Miskina
Anastazija Andrejevna Miskina [anastázija andréjevna mískina] (rusko Анастасия Андреевна Мыскина), ruska tenisačica, * 8. julij 1981, Moskva, Sovjetska zveza.
Zaradi poškodb in rojstva otroka je trenutno (2011) neaktivna.